# Działo harpunnicze
Działo harpunnicze - opatentowane w 1864 roku przez norweskiego łowcę wielorybów Svenda Foyna, doprowadziło do rewolucji w przemyśle wielorybniczym, gdyż wcześniej nieosiągalne tradycyjnymi metodami gatunki wielkich i szybkich fiszbinowców (płetwal błękitny, finwal, sejwal), umykające ręcznym harpunom i łodziom napędzanym wiosłami, stały się łatwym celem. Wraz z pojawieniem się szybszych, stalowych statków napędzanych mechanicznie, działa harpunnicze zaczęto montować na ich dziobach. 
Działo harpunnicze ładowane jest ładunkiem wybuchowym, który po wyzwoleniu (eksplozji spowodowanej naciśnięciem specjalnego spustu) wytwarza ogromne ilości energii, która następnie wypycha stalowy harpun doczepiony do statku grubą liną, nie pozwalającą uciec trafionemu wielorybowi. W celu maksymalizacji efektywności procesu polowania, na końcu stalowego harpunu montuje się kolejny ładunek wybuchowy, który eksplodując w ciele zadaje wielorybowi obrażenia wewnętrzne, prowadząc do jego szybszej śmierci.